# 이치하라 히로시
이치하라 히로시(일본어: 市原 大嗣, 1987년 4월 24일 ~ )는 일본의 전 축구 선수이다.

## 구단 경력
과거 오이타 트리니타, 사간 도스에서 활동하였다.